# María Belén
María Belén (no Brasil: Maria Belém) é uma telenovela infantil mexicana produzida por Mapat de Zatarain para a Televisa e exibida pelo Canal de las Estrellas entre 13 de agosto e 14 de dezembro de 2001, substituindo Aventuras en el tiempo e sendo substituída por Navidad sin Fin, em 90 capítulos. 
Trata-se de um remake da telenovela La recogida, produzida pela Televisa em 1971.
A trama foi protagonizada por Danna Paola, Nora Salinas e René Laván e antagonizada por Xavier Marc, Maya Mishalska, Harry Geithner, Dacia Arcaraz, Antonio Escoba e María Marcela.

## História
Maria  Belém é uma adorável menina de seis anos, que recentemente perdeu seus pais adotivos em um acidente. A garotinha fica, então, com seu tio Rogério, um homem ambicioso e malvado, que planejou a morte de seu meio irmão Afonso e de sua cunhada Patrícia, os pais de Maria Belém, para poder ficar com  a herança.
Mas o que Afonso não esperava é que Maria Belém fosse escapar do acidente, tornando-se a herdeira universal dos bens da família Garcia Pineda. Para se livrar da criança, Rogério coloca Maria Belém em um colégio interno.
A única coisa que Maria Belém consegue levar para sua nova vida é um pequeno cofre, com papéis e fotografias, que sua mãe Patrícia havia lhe dado.
Na trama, descobrimos que a verdadeira mãe de Maria Belém, Alessandra, morreu poucos dias depois de dar a luz. E seu pai, Pablo, foi para o exterior sem saber que Alessandra estava grávida.
No colégio interno, Úrsula, a diretora, é uma solteirona amarga, que no passado foi desprezada por Pablo, por quem sempre foi apaixonada. Ela o culpa por todas as frustrações de sua vida, e sempre maltrata a todos os alunos como forma de descontar sua raiva. Ao descobrir que Maria Belém é filha de seu grande amor, Úrsula faz dela seu alvo preferido, passando a perseguir a menina e a fazendo vítima de incontáveis injustiças.
Mas a fantástica imaginação de Maria Belém ajuda a menina a encara suas dificuldades com otimismo e bom humor.
Quando volta ao México, Pablo tenta localizar Alessandra, por quem sempre foi apaixonado. Ao descobrir que ela morreu, Pablo fica muito triste e decide procurar sua filha.
Pablo conhece Ana, uma psicóloga que trabalha no colégio de Maria Belém. Logo os dois se apaixonam.
No colégio interno, Maria Belém vive dias muito tristes, por causa da crueldade de Úrsula, mas também vive momentos de grande alegria com seus novos amigos: Socorro e Romina, suas companheiras de estudo, o velho Refúgio, que trabalha na fazenda vizinha, e Bruno, filho do dono da fazenda.
A pequena Maria Belém terá de vencer muitos obstáculos para encontrar a verdadeira felicidade.

## Elenco
- Danna Paola - Maria Belen
- Nora Salinas - Ana del Río
- René Laván - Pablo
- Yurem Rojas - Bruno Sanz Montaño
- Maya Mishalska - Úrsula
- Harry Geithner - Rogelio
- René Casados - Jorge
- María Marcela - Lucrecia Campos
- Antonio Medellín - Refugio "Don Cuco"
- Alfredo Adame - Alfonso García Marín
- Alejandra Barros - Valeria Montaño de Sanz
- Xavier Marc - Adolfo Serrano
- Luis Xavier - Antonio Sanz
- Mariana Karr - Lolita
- Patricio Borghetti - Ángel
- Marcela Páez - Claudia del Río
- Alex Trillanes - Martín
- Sonia Velestri - Gladys
- Graciela Bernardos - Trinidad
- Héctor Parra - Trujillo
- Mariana Karr - Lolita
- Dacia Arcaraz - Malena
- Mary Paz Banquells - Patricia Pineda de García
- Mariana Sánchez - Gloria
- Nayeli Pellicer - Sara
- Esteban Franco - Fidelio
- Marciela Fernández - Mayita
- Omar Villanueva - Valdivia
- Mauricio Rodríguez - Roña
- Elizabeth Arciniega - Lic. Rocha
- Ruth Sheinfeld - Mamãe Evelyn
- Antonio Escobar - Papai Evelyn
- Shirley - Mamãe Socorro
- Leo Navarro - Héctor
- Javier Yerandi - Papá Romina
- Arturo Paulet - Com. Rivera
- Evelyn Solares - Camila
- Arturo Barba - Polo
- Antonio Escoba - Ramiro
- Jorge Ortín - Pepe
- Oscar Ferreti - Aurelio
- Miguel Priego - Félix
- Sara Monar - Mercedes
- Sergio Sama - Carlos Hernández
- Jorge Santos - Advogado Morfin
- Adriana Laffán - Margarita
- René Casados - Jorge
- Marijose Valverde - Socorro
- Natush - Evelyn
- Irina Wilkins - Romina
- Cristiane Aguinaga - Deborah
- Ricky Mergold - Pancho
- Hany Sáenz - Montserrat
- Yousi Díaz - Norma Malpica
- Benjamín Islas - Tiburcio
- Eugenia Avendaño - Tía Eduviges
- Mónica Prado - Hilda Serrano
- Patricia Ramírez - Alejandra Medrano
- Gustavo Negrete - Gastón
- Paola Ochoa - Ramona
- Rebeca Manríquez - Mamá Pirueta
- Paulina Martel - Pirueta
- Arturo Farfán - Mudo
- Paco Lozano - Papai Socorro
- Rosario Contreras - Mamãe Romina
- Angie Toledo - Susana

## Exibição no Brasil
Foi exibida no Brasil pelo SBT de 25 de fevereiro a 25 de junho de 2002, em 98 capítulos, substituindo Carinha de Anjo e sendo substituída por Cúmplices de um Resgate

## Outras versões
- María Belen é un remake da telenovela La recogida, que foi produzida pela Televisa em 1971 pelos produtores Augusto Elías, Luis de Llano e Valentín Pimstein, dirigida por Fernando Wagner e protagonizada por Silvia Derbez e Antonio Medellín.